# Gert Jakobs
Gert Jakobs (nascido em 29 de abril de 1964) é um ex-ciclista holandês. Competiu em dez Grandes Voltas entre 1986 e 1993. Foi membro da equipe holandesa de ciclismo que terminou em quarto na corrida de 100 km contrarrelógio por equipes nos Jogos Olímpicos de 1984 em Los Angeles.
Jakobs admitiu ter usado EPO durante a sua carreira.